# 2019 en triathlon
Cet article résume les faits marquants de l'année 2019 dans le monde du triathlon.

## Résultats
Pour les résultats sportifs de l'année 2019 en triathlon voir catégorie « triathlon en 2019 »

## Faits marquants

### Janvier
- La World Triathlon Corporation annonce en décembre 2018, que le championnat d'Europe d'Ironman 70.3 2019, se déroulera pour cette année dans la ville danoise d'Elsinore[1].

### Février
- La première édition de la Super League Triathlon, voit la victoire du Français Vincent Luis et de l'Américaine Katie Zaferes qui remporte le trophée final doté de 100 000 dollars de prime pour chacun[2].

### Avril
- Le Français Benjamin Choquert remporte son premier titre de champion du monde courte distance de duathlon, à Pontevedra en Espagne[3].
- Le Français Arthur Forissier et l'Italienne Eleonora Peroncini  remporte un premier titre mondial de Cross triathlon à Pontevedra en Espagne[4].

### Mai
- La World Triathlon Corporation propriétaire de la marque Ironman annonce que le championnat du monde d'Ironman 70.3 2021, se tiendra à Saint George dans l'Utah. La compagnie marque un retour sur le sol américain pour cette épreuve dont la dernière organisation fut celle de 2013, dans le Sud-Ouest des États-Unis[5].

### Juin
- Un nouveau protocole de départ est mis en œuvre pour le championnat du monde d'Ironman à Kailua-Kona. 11 vagues se succèdent entre 06 h 25 et 7 h 30, afin de réduire les effets de peloton et le drafting (aspiration-abri) constaté lors de la parti vélo au cours des dernières années[6].
- Le champion olympique Alistair Brownlee remporte pour sa première participation sur distance ironman, l'Ironman Irlande[7].
- Pour cause de canicule et à la demande des autorités, l'Ironman France voit son parcours vélo réduit à 152 km au lieu de 180 et la course à pied à 30 km au lieu de 42[8].

### Juillet
- Les relayeurs de L'équipe de France de triathlon, remportent pour la troisième fois les championnats du monde de triathlon en relais mixte et réalise le second doublé, championnats d'Europe, championnats du monde de leur histoire dans cette spécialité[9].
- L'Espagnol Eneko Llanos remporte à 42 ans, la première édition de l'Ironman Vitoria-Gasteiz en 7 h 55 min 16 s, l'Américaine Heather Jackson chez les féminines ouvre le palmarès de l’épreuve en 8 h 52 min 10 s[10].

### Août
- Daniela Ryf remporte pour sa première participation le triathlon Alpe d'Huez et bas le record de temps détenu par Chrissie Wellington depuis 2008[11].
- William Mennesson remporte la 36e édition de l'Embrunman, signant le retour d'un triathlète français sur la plus haute marche du podium depuis 2011[12].
- Jessica Learmonth et Georgia Taylor-Brown sont disqualifiées par la Fédération internationale de triathlon lors d'une course de qualification pour les jeux olympiques pour avoir passé la ligne d'arrivée main dans la main en 1er position, en infraction aux règles fédérales[13].
- Le Français Vincent Luis remporte les séries mondiales de triathlon et le titre de champion du monde, première française depuis la création des séries en  2009[14].

### Septembre
- Les retombées économiques des championnats du monde d'Ironman 70.3 qui se déroule à Nice les 7 et 8 septembre sont estimées à plus de 22 millions d'euros[15].
- La Suissesse Daniela Ryf remporte l'édition 2019 des championnats du monde d'Ironman 70.3 à Nice et ajoute un 5e titre de championne du monde d'Ironman 70.3 à son palmarès[16].
- Le jeune norvégien Gustav Iden remporte à 23 ans le titre prestigieux de champion du monde d'Ironman 70.3. Spécialiste des courtes distances, il s'impose au milieu d'un plateau de « ténors » des longues distances[17].
- Le Belge Diego Van Looy qui a créé la surprise en 2018 en remportant l'Embrunman pour sa première participation remporte le Powerman Duathlon de Zofingen et devient champion du monde de duathlon longue distance[18].
- L'édition du Ventouxman qui se déroule en septembre à la place du mois de juin pour les éditions précédentes connaît un large succès avec plus de 1000 compétiteurs de 24  nationalités différentes au départ[19].

### Octobre
- Anne Haug devient la première triathlète allemande à remporter le championnat du monde d'Ironman à Kailua-Kona (Hawaï)[20].
- L'Allemand Jan Frodeno établit un nouveau record à 7 h 51 min 13 s sur le championnat du monde d'Ironman et remporte son troisième titre sur l'épreuve reine[20].

## Décès
- Dominique Damiani le 17 septembre 2019, double championne de France longue distance et double vainqueur de l'Embrunman.